# Spathius ulpianus
Spathius ulpianus är en stekelart som beskrevs av Nixon 1943. Spathius ulpianus ingår i släktet Spathius och familjen bracksteklar. Inga underarter finns listade i Catalogue of Life.